# Naturreservat Krokusy w Górzyńcu
Das Naturreservat Krokusy w Górzyńcu (polnisch Rezerwat przyrody Krokusy w Górzyńcu), geschaffen durch die Verordnung 1962 r. nr 60, poz. 286 des Ministerpräsidenten, liegt auf dem Gebiet der Gmina Stara Kamienica im polnischen Isergebirge auf dem Nordhang des Hohen Iserkamm.

## Geographie
Das Naturschutzgebiet nimmt eine Fläche von 3,90 Hektar ein und liegt westlich von Górzyniec bei Piechowice.

## Fauna und Flora
Ziel des Schutzes ist es, die Zipser Krokusse (Crocus scepusiensis) sowie weitere seltene Gewächse zu erhalten. Es bildet das einzige Vorkommen der Zipser Krokusse in den polnischen Sudeten.